# Manfred Aregger

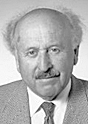
Manfred Aregger

Manfred Aregger (* 27. Januar 1931 in Hasle, heimatberechtigt in Hasle) ist ein Schweizer Politiker (FDP).
Der diplomierte Bauingenieur war ab 1960 Inhaber eines Ingenieurbüros. In den Jahren 1966 bis 1969 war er als Mitglied des Verfassungsrats zur Schaffung einer römisch-katholischen Synode im Kanton Luzern beteiligt und war von 1976 bis 1977 Synodalpräsident. Von 1967 bis 1983 war er Grossrat im Kanton Luzern und präsidierte diesen 1977. Am 26. November 1979 wurde er in den Nationalrat gewählt und hatte dort bis zum 5. Dezember 1999 Einsitz.
Aregger war Mitinitiant und Planer der Luftseilbahn Sörenberg–Brienzer Rothorn und präsidierte in den Jahren 1985 bis 1989 den Schweizer Skiverband. Er ist verheiratet und hat fünf Kinder. In der Schweizer Armee war er Adjutant Unteroffizier.